# Foristell (Misuri)
Foristell es una ciudad ubicada en los condados de St. Charles y Warren en el estado estadounidense de Misuri. En el Censo de 2010 tenía una población de 505 habitantes y una densidad poblacional de 34,71 personas por km².

## Geografía
Foristell se encuentra ubicada en las coordenadas 38°48′46″N 90°58′6″O / 38.81278, -90.96833. Según la Oficina del Censo de los Estados Unidos, Foristell tiene una superficie total de 14.55 km², de la cual 14.31 km² corresponden a tierra firme y (1.64%) 0.24 km² es agua.

## Demografía
Según el censo de 2010, había 505 personas residiendo en Foristell. La densidad de población era de 34,71 hab./km². De los 505 habitantes, Foristell estaba compuesto por el 93.27% blancos, el 3.56% eran afroamericanos, el 0.2% eran amerindios, el 0.2% eran asiáticos, el 0% eran isleños del Pacífico, el 0.79% eran de otras razas y el 1.98% pertenecían a dos o más razas. Del total de la población el 0.79% eran hispanos o latinos de cualquier raza.